# 松崎みさ
江戸みさ（えど みさ）（旧姓 松崎みさ まつざき みさ、1970年11月18日 - ）は、日本の起業家。株式会社WORKJAPAN代表取締役。獨協大学外国語学部卒業。酵素栄養学指導師。
幼少時代をアフリカで過ごす。学生時代、世界40カ国以上を旅した経験をもとに、26歳で中古車輸出販売会社(株)アガスタを起業。2004年に女性最年少でマザーズ上場を果たし、若手の女性起業家としてマスコミから注目される。2009年に株式会社アガスタ取締役会長を退任する。
娘が生後半年でアトピーと診断され、ステロイドに頼らない治療法を選び、試行錯誤ののち、酵素栄養学と出会う。自身の体験をきっかけに、病気予防のための食べ方に興味を持つようになり、「ナチュラルダイエット」という食べ方理論を提案。
「ナチュラルダイエット」を世の中に伝えるべく、2010年 (社)日本ナチュラルビューティスト協会を設立、東京都港区に本部校Blooming Lotus STUDIO(ブルーミング　ロータス　スタジオ)を開設させ、2011年「ナチュラルダイエットマイスター」資格をスタートさせる他、先生として自宅でも教えられる制度を設け、女性や子育て中ママの活躍の支援も行っている。
シンガポールで人材会社を経営する企業家DavidLeong（PeopleWorldwide Consulting代表）との出会いをきっかけに外国人採用の支援事業に参入を決意。
2014年6月東京港区に株式会社People Worldwideを設立する。
2017年7月、国内在住の外国人へのサービス提供を目的とした、株式会社WORKJAPANを設立、同年11月に外国人のための求人アプリ、WORKJAPAN（iOS, Android）をリリース。
2017年12月には、国際戦略特区に対して、国内在住外国人のために、プリペイドカード（ペイロールカード）への賃金支払いを可能とする規制緩和の提案を行う。

## 略歴
- 1970年 - 京都府生まれ
- 1976年 - 父親の転勤で南アフリカ共和国へ移住
- 1980年 - 帰国
- 1989年 - 名古屋市立桜台高等学校普通科卒業
- 1993年 - 獨協大学外国語学部卒業、株式会社モベラ(ベンチャー・リンク子会社)入社
- 1997年 - 株式会社モベラ退社、有限会社アガスタ取締役社長（2004年まで）
- 2005年 - 株式会社アガスタ取締役会長。日本ベンチャー協議会理事（2006年まで）
- 2005年 - 世界経済フォーラム YGL(ヤング・グローバル・リーダー)2005年選出
- 2005年 - ウーマン・オブ・ザ・イヤー2005受賞[1]
- 2009年 - 株式会社アガスタ取締役会長を退任。
- 2009年11月 - 株式会社アシモード代表取締役に就任。
- 2010年11月 - (社)日本ナチュラルビューティスト協会を設立
- 2011年 - Beyond Tomorrow理事に就任。
- 2012年 - TABLE FOR TWO評議員に就任。
- 2014年6月13日 - 株式会社People Worldwideを設立し代表取締役に就任。
- 2017年7月19日 - 株式会社WORK JAPANを設立し代表取締役に就任。

## 挿話
- 南アフリカ共和国では、日本人学校に通わず、現地の子供たちの学校へ通う。この時、英語を勉強した。
- 大学時代、バックパックスタイルで中近東・アフリカを中心に40カ国以上を訪ね歩いた。

## 著書
- 「酵素」が免疫力を上げる　著者：鶴見隆史　松崎みさ ISBN 978-4522430781
- キレイをつくる酵素レシピ　著者：松崎みさ　監修：鶴見隆史 ISBN 978-4522431498
- 超カンタン！≪体型別≫体質改善　酵素ダイエットプログラム 著者：松崎みさ 監修：鶴見隆史